# 三菱Galant GTO
三菱Colt Galant GTO（日语：コルトギャランGTO）通常簡稱三菱Galant GTO，乃日本三菱汽車1970年至1978年間所製造發售的雙門硬頂斜背轎跑車。

## 概要
該車款衍生自第一代三菱Colt Galant並流用其設計，車門飾板與Colt Galant雙門硬頂車型共用，但斜背的外觀造型較為運動化，車尾翹起的鴨尾造型則為日本車壇首見。
關於車名來自「Gran Turismo Omologato」，意即豪華旅行車。至於「MR」車型意為「Mitsubishi Racing」，從此之後成為三菱車款中的高階性能版專用詞。

## 歷史
1969年 - 10月24日開幕的第16屆東京車展上，原廠公開「Colt Galant Coupe GTX-1」之概念車。
1970年 - 10月以「三菱Colt Galant GTO」正式發售，一開始「MI」車型使用單化油器的1.6L直列四缸SOHC 4G32型引擎，後來改成雙化油器（「MII」車型）。同年12月高階的「MR」車型登場，「MR」即為「Mitsubishi Racing」的縮寫。採用1.6L直列四缸DOHC 4G32型引擎，最大馬力125ps / 6,800rpm、最大扭力14.5kg·m / 5,000rpm。車頭設計以鍍鉻格柵水箱罩搭配黑色頭燈邊框，4個紅色方形造型的車尾燈打開時4顆尾燈齊亮，打方向燈時則各閃爍單側一顆燈。
1972年 - 2月舊有1.6L直列四缸SOHC 4G32型之動力換裝成1.7L直列四缸SOHC 4G35型引擎，但仍保留「MR」車型的1.6L直列四缸DOHC 4G32型。同時追加三速自排變速箱，4顆車尾燈的內側2顆改成橙色外殼的方向燈。同年8月受到昭和48年汽車廢氣排放標準（（日語）昭和48年排出ガス規制）的限制停產「MR」車型，此車型僅出售835輛而已。
1973年 - 元月實行第一次小改款，變更進氣壩和尾燈之設計，尾燈形狀改成「ㄑ」字形，且將2顆方向燈獨立出來。「1700SL」車型之外，動力心臟換裝成2.0L直列四缸SOHC 4G52型引擎，所以高階「GS-R」車型的馬力和舊「MR」一樣是125ps。但是1974年8月受到汽車安全標準改正的影響，四個輪拱突出（俗稱「爆龜」）的「GS-R」車型廢除。
1975年 - 2月實施第二次小改款，廢除三速自排變速箱，2.0L直列四缸SOHC 4G52型引擎新增靜默軸，馬力沒有變化。同年10月為了符合昭和51年汽車廢氣排放標準（（日語）昭和51年排出ガス規制），全車系不得不降低馬力。「1700SL」車型把四速手排改成五速，改稱「1700SL-5」，因此全車系統一成五速手動排檔變速箱。
1977年 - 7月由於全車系無法通過昭和53年汽車廢氣排放標準（（日語）昭和53年排出ガス規制）而停產，直到翌年3月才出清所有庫存，日本國內的總銷售量為95,720輛。

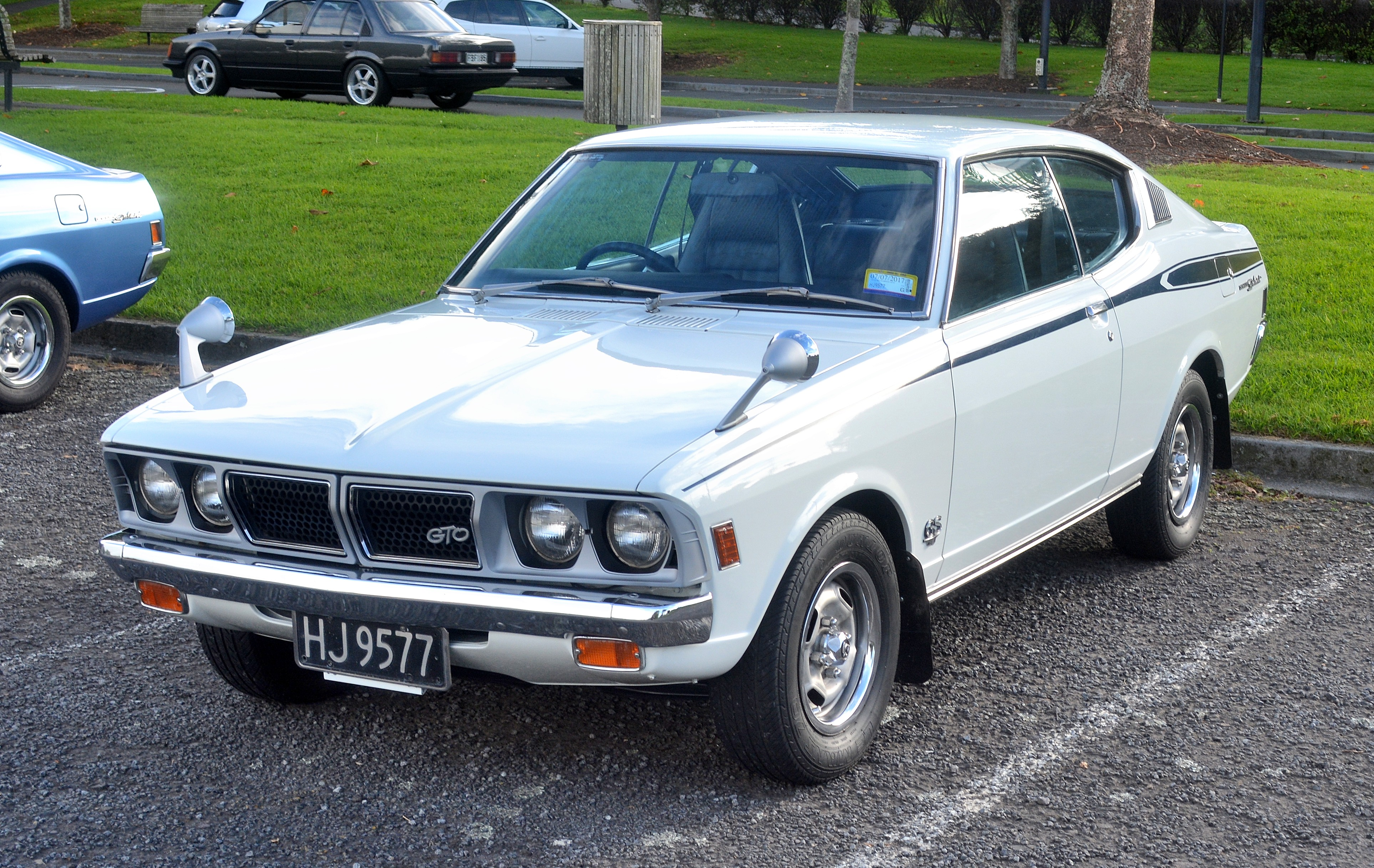
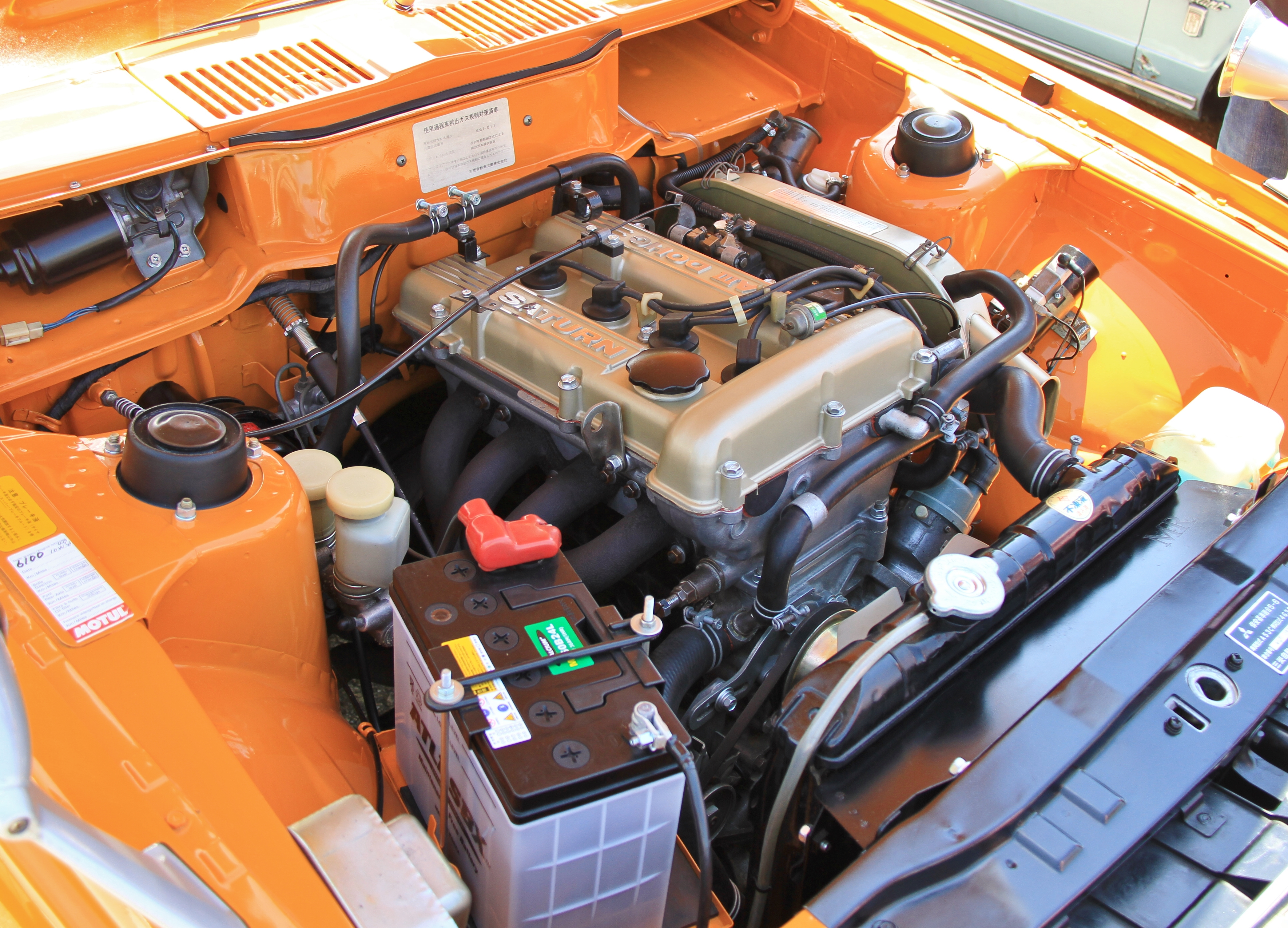
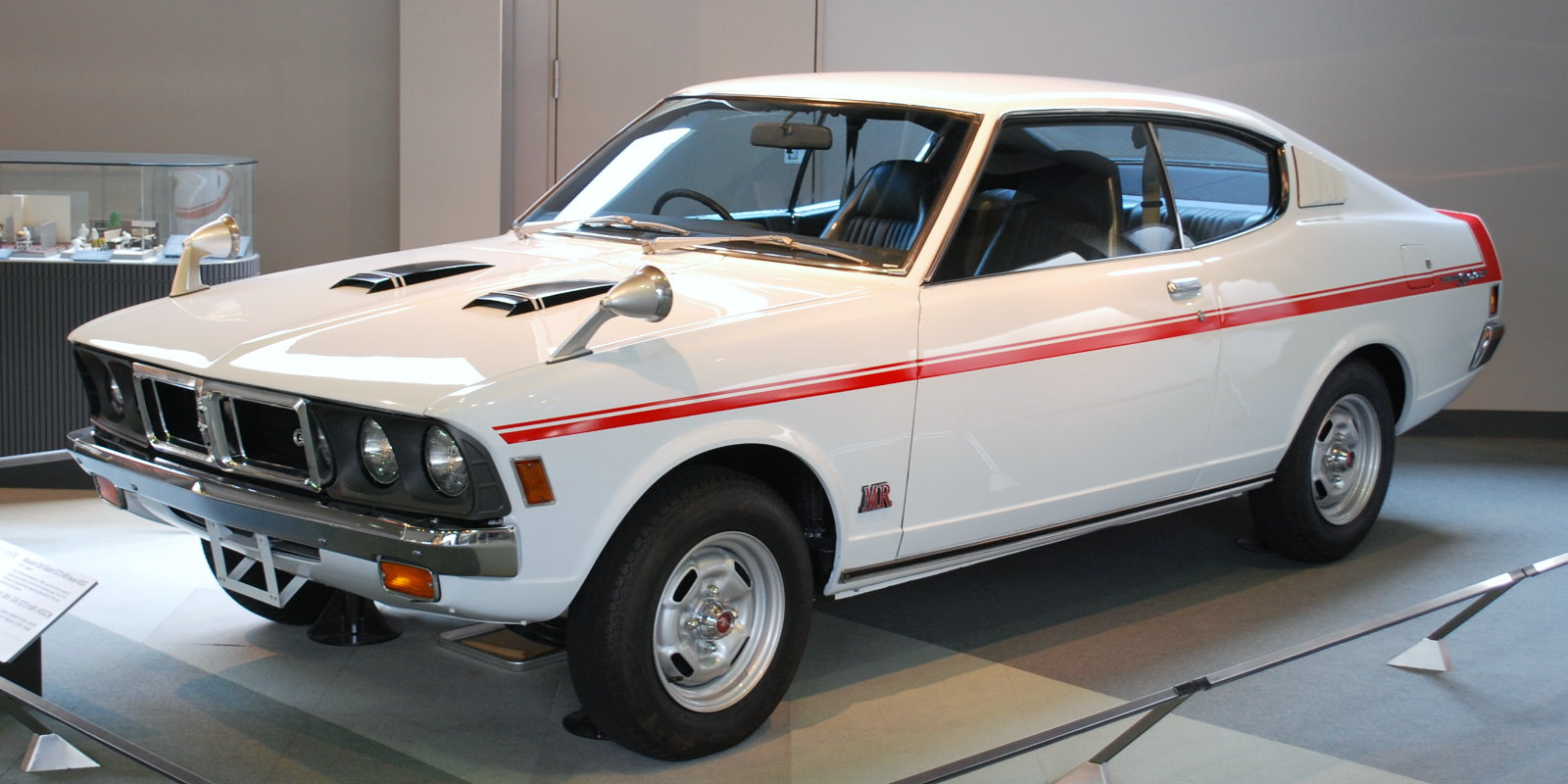
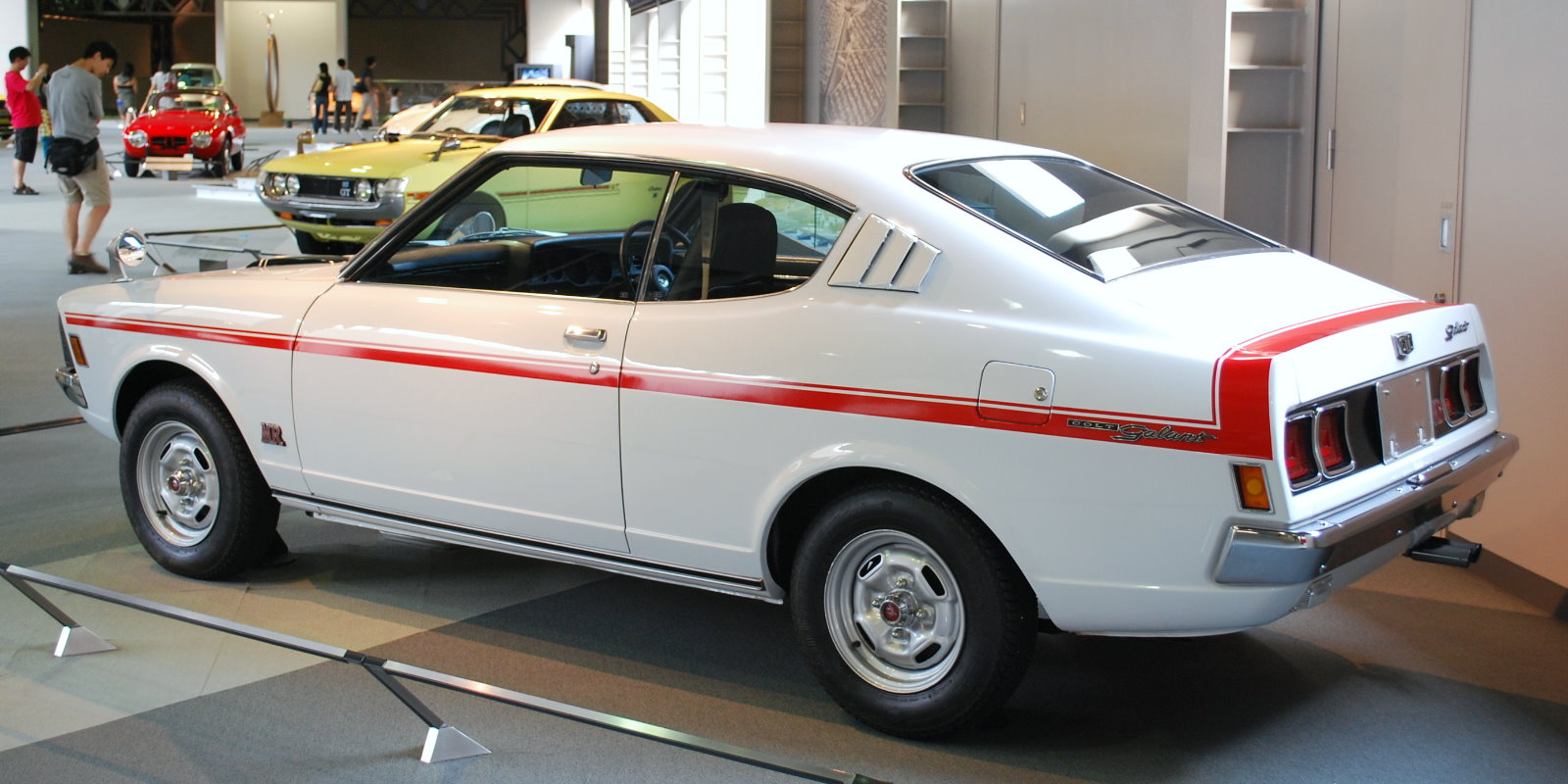
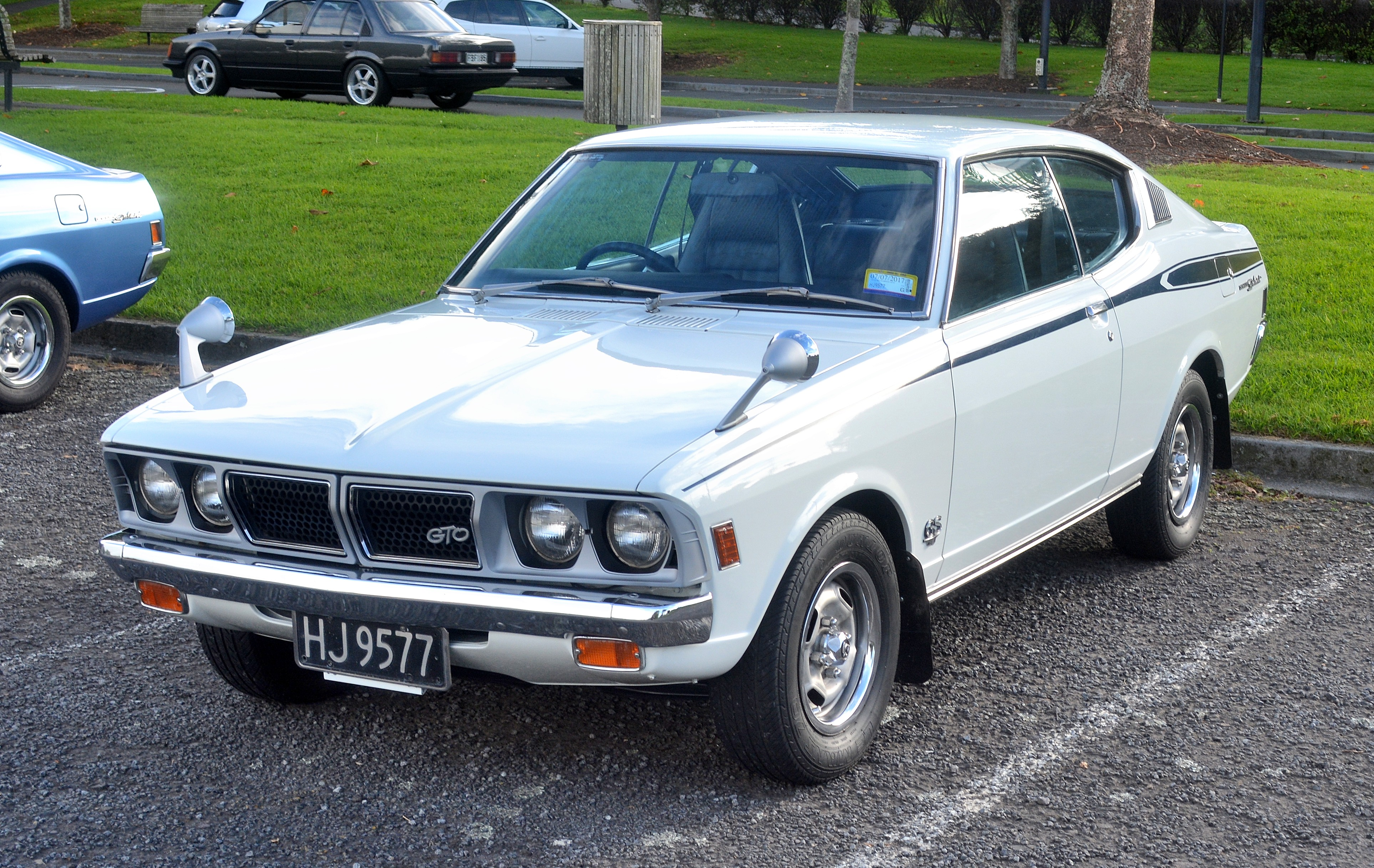

## 外部連結
- AutoNet汽車日報：日本名車系列（74）-MITSUBISHI Galant GTO （页面存档备份，存于）
- （日語）Webモーターマガジン：【昭和の名車 34】三菱 ギャランGTO MR（昭和45年：1970年） （页面存档备份，存于）
- （日語）Webモーターマガジン：【昭和の名車 45】三菱 ギャランGTO 2000GSR（昭和48年：1973年） （页面存档备份，存于）
- （日語）ギャランGTOネットワーク （页面存档备份，存于）